# Abschnittsbefestigung Schanze (Geisingen)
Die Abschnittsbefestigung Schanze ist eine Wallanlage in etwa 770 m ü. NN bis 750 m ü. NN Höhe auf einem Höhenzug vor der Einmündung des Pfaffenbaches in die Aitrach und der Aitrach, 450 Meter westsüdwestlich der Ortskirche von Kirchen südöstlich der Stadt Geisingen im Landkreis Tuttlingen in Baden-Württemberg.
Bei diesem Abschnittswall handelt es sich um eine frühmittelalterliche Wallburg, die 1885 erstmals in der Literatur genannt wird.

## Beschreibung
Die Befestigung liegt am Ende eines nach Nordnordosten gerichteten Bergspornes. Die Anlage wird durch einen bis zu 2,6 Meter hohen und 13 Meter breiten Wall vom anschließenden Bergrücken abgeschnitten. Diesem Wall ist ein bis zu 2,2 Meter tiefer und zehn Meter breiter Sohlgraben vorgelegt. Die drei Durchbrüche im Wall stammen aus moderner Zeit. Der Sohlgraben biegt etwas unterhalb der Hangkante in den Nordwesthang ein und setzt sich zunächst als Berme bzw. Geländestufe, später in grabenartigen Abschnitten die gesamte Hangkante fort. An der Spitze des Bergspornes biegt der Graben um und endet dann hier. Eine 40 Meter lange Unterbrechung dieser Geländestufe geht ebenfalls auf Erosion zurück. Der südöstliche Steilhang zur Aitrach ist noch zusätzlich auf einer Länge von etwa 150 Meter versteilt worden. Der frühere Zugang lag wohl etwa 70 Meter westlich der Spornspitze am Ende des ehemaligen Hanggrabens.    
Die Innenfläche der Anlage fällt zur Spornspitze über eine Hangböschung und ebenfalls zu den Seiten hin ab, die gesamte Fläche beträgt 1,35 Hektar, die obere Fläche bis zur Hangböschung  beträgt 0,92 Hektar.
Im Inneren der Anlage liegen am Hauptwall fünf Steinhaufen unbekannter Herkunft, auch eine Grabung darin brachte keine Ergebnisse. Östlich davon zieht sich noch ein Steinwall quer über die Anlage.